# Vasili Shukshín
Vasili Makárovich Shukshín (en ruso: Васи́лий Мака́рович Шукши́н) (Srostki, Montes Altái, 25 de julio de 1929 - Klétskaya, óblast de Volgogrado, 2 de octubre de 1974) fue un escritor, director y actor de cine ruso soviético de la región de Altái especializado en temas rurales. Miembro destacado del movimiento Prosa de pueblo, comenzó a escribir relatos cortos en su adolescencia y posteriormente pasó a la interpretación a finales de la veintena.

## Biografía
Vasili Makárovich Shukshín nació el 25 de julio de 1929 en el seno de una familia campesina de origen moksha mordvin asimilado, en el pueblo de Srostki, cerca de Biysk, en la región de Siberia, Unión Soviética (actualmente en la región de Altái, Rusia). En 1933, su padre, Makar Leóntievich Shukshín, fue detenido y ejecutado acusado de participar en un «complot antikoljosiano» durante la colectivización soviética. No fue rehabilitado hasta 23 años después, en 1956. Su madre, María Serguéievna (de soltera Popova), tuvo que velar por la supervivencia de toda la familia. En 1943, Shukshín había terminado los siete años de la escuela del pueblo e ingresó en una escuela técnica de automóviles en Biysk. En 1945, tras dos años y medio en la escuela, pero antes de terminar, abandonó para trabajar en un koljoz.
En 1946, Shukshín abandonó su pueblo natal y trabajó como artesano del metal en varias empresas del trust Soyuzprommejanizatsiya, en la fábrica de turbinas de Kaluga, en la fábrica de tractores de Vladímir, etc. En 1949, Shukshín fue reclutado por la Marina. Primero sirvió como marinero en la Flota del Báltico y luego como operador de radio en el Mar Negro. En 1953, fue desmovilizado debido a una úlcera de estómago y regresó a su pueblo natal. Tras aprobar un examen externo para graduarse en secundaria, se convirtió en profesor de ruso y, más tarde, en director de escuela en Srostki.
En 1954, Shukshín ingresó en el departamento de dirección del VGIK, estudió con Mijaíl Romm y Serguéi Guerásimov, y se graduó en 1960. Mientras estudiaba en la VGIK, en 1958, Shukshín tuvo su primer papel protagonista en la película de Marlén Jutsíev Dos Fiódores y apareció en la película de graduación de Andréi Tarkovski.
En 1958, Shukshín publicó su primer relato corto «Dos en el carro» en la revista Smena. Su primera colección de relatos Сельские жители (Gente de pueblo) se publicó en 1963. Ese mismo año, se convirtió en director de plantilla del Estudio Cinematográfico Gorki de Moscú. Escribió y dirigió Живёт такой парень (Había un muchacho). La película se estrenó en 1965 y obtuvo el máximo galardón en el Festival de Cine de la Unión de Leningrado y el León de Oro en el XVI Festival Internacional de Cine de Venecia. Shukshín fue condecorado con la Orden de la Bandera Roja del Trabajo (1967) y nombrado Artista Distinguido de la RSFSR (1969).
Kalina Krásnaya ("Viburno rojo") en la que actuó como director, guionista y protagonista, es la tragedia del hombre arrancado de sus raíces y desorientado en un medio ajeno y un entorno criminal. Su arrepentimiento sincero y tardío y el intento de volver a la vida sencilla, pura y justa resulta estéril y el personaje central perece.
El principal interés de Shukshín residía en la situación de la gente corriente y sencilla de la actual Unión Soviética. Sus películas están impregnadas tanto de humor como de melancolía.
Se casó en dos ocasiones: con María Ivánovna Shúmskaia, su coterránea, maestra (1953-1957) y, desde 1964, estaba casado con la actriz Lidia Fedoséieva, que también apareció en varias de sus películas. Tuvieron dos hijas, María y Olga. Su hija María es también una actriz.
Shukshín falleció prematuramente, durante el rodaje de la película de Serguéi Bondarchuk Ellos lucharon por su Patria sobre la Gran Guerra Patria, el 2 de octubre de 1974, en el barco a motor Dunái, en el río Volga, durante el rodaje de Lucharon por su patria. Está enterrado en el cementerio Novodévichi de Moscú. Intervino en treinta películas como actor o director y escribió más de un centenar de relatos, novelas y guiones. Fue muy hábil en extraer las voces mismas del pueblo ruso, cuya vida rural y arraigada integridad moral conocía profundamente.

## Adaptación teatral
El director de teatro letón Alvis Hermanis adaptó ocho de los cuentos de Shukshín al teatro, en colaboración con el Teatro de las Naciones de Moscú, bajo el título Historias de Shukshín o Cuentos de Shukshín. A partir de 2021, sigue de gira por todo el mundo, tras haber sido puesta en escena por primera vez en torno a 2009, y ha ganado varios premios. Protagonizada por Yevgueni Mirónov, la obra se representó en el Barbican Centre de Londres en octubre de 2019.

## Obra literaria

### Novela
- 1965 Los Liubavin - «Любавины»
- 1971 Vine para daros la libertad - «Я пришёл дать вам волю»

### Teatro
- Hasta hora avanzada - «До третьих петухов»
- Punto de vista - «Точка зрения»
- Gente dinámica - «Энергичные люди»
- Despertaron por la mañana - «А поутру они проснулись»

### Colecciones de relatos
- 1963 «Сельские жители» - Campesinos
- 1966 «Там вдали» - Allá, en la lejanía (novela corta y cuentos)
- 1973 «Характеры» - Caracteres

### Cine
- Viburno rojo, 1973, guion, dirección y papel protagonista de Vasili Shukshín (subtítulos en español)

Algunas de sus obras han sido traducidas al inglés.